# Turn Japanese
Turn Japanese is de eerste ep van de Amerikaanse punk- coverband Me First and the Gimme Gimmes. Het album werd (alleen in Japan) uitgegeven op 21 februari 2001 via het Japanse platenlabel Pizza of Death Records en bevat covers van nummers uit de jaren 60 en 70. Het merendeel van de nummers die op het album te horen zijn, waren al voorheen op andere albums uitgebracht.

## Nummers
1. "The Times They Are a-Changin'" (Bob Dylan) - 2:09
2. "The Boxer" (Simon & Garfunkel) - 2:49
3. "You've Got a Friend" (Carole King en James Taylor) - 2:35
4. "Blowin' in the Wind" (Bob Dylan) - 1:44
5. "Don't Let the Sun Go Down on Me" (Elton John) - 3:49

## Band
- Fat Mike - basgitaar
- Dave Raun - drums
- Chris Shiflett - gitaar
- Joey Cape - slaggitaar
- Spike Slawson - zang